# لئون یازدهم
پاپ لئون یازدهم (به انگلیسی: Leo XI) (تولد ۲ ژوئن ۱۵۳۵ - درگذشت ۲۷ آوریل ۱۶۰۵) یکی از پاپ‌های کلیسای کاتولیک رم بود که در فلورانس به دنیا آمد و از ۱۶۰۵ تا ۱۶۰۵ میلادی پاپ بود.